# Żodzie
Żodzie – wieś w Polsce położona w województwie podlaskim, w powiecie monieckim, w gminie Mońki.
Wieś duchowna, własność probostwa goniądzkiego, położona była w 1575 roku w powiecie tykocińskim w ziemi bielskiej województwa podlaskiego. W latach 1975–1998 miejscowość administracyjnie należała do województwa białostockiego.
Etymologicznie nazwa wsi związana jest z językiem jaćwieskim bądź litewskim. Powstała około 1501 roku jako cztero-włókowe uposażenie kaznodziei kościoła w pobliskim Goniądzu. Przez około 300 lat Żodzie były wsią kościelną. W końcu XVIII w. odebrano fundusz kościołowi pw. św. Ducha i Żodzie przestały być wsią kościelną.
Według spisu ludności z 30 września 1921 Żodzie zamieszkiwało ogółem 159 osób z czego mężczyzn - 81 i kobiet - 78. Budynków mieszkalnych było 27.
Wierni kościoła rzymskokatolickiego należą do parafii Matki Boskiej Anielskiej w Downarach.